# Stewart Albert
Stewart Edward Albert, o Stew (4 de diciembre de 1939 - 30 de enero de 2006), fue un miembro del Youth International Party (Partido Internacional de la Juventud) en los años 1970 y el coautor de la antología "The Sixties Papers" que escribió junto con su esposa, Judy Gumbo Albert.

## Biografía
Nació en Brooklyn, Nueva York, y se graduó en la Pace University obteniendo las titulaciones de Política y Filosofía. Albert fue nombrado uno de los conspiradores en el conocido juicio de los llamados Chicago Seven. En 1970, se presentó como sheriff para Alameda County, CA, pero fue Frank Madigan quien lo obtuvo. No obstante él tenía 65,000 votos más que el sheriff que supervisó su encarcelación.
Sus memorias, Who the Hell is Stew Albert? (¿Quién demonios es Stew Albert?), fueron publicadas por Red Hen Press en 2005. Fue quien llevó el Yippie Reading Room hasta que murió de cáncer de hígado en 2006 en Portland, Oregón.

## Artículos biográficos
- The Spies Who Thought We Were Messy Archivado el 30 de agosto de 2007 en Wayback Machine. por Stew Albert
- Almost Sheriff Yippie por Stew Albert
- Necrológica en Associated Press el 1 de febrero de 2006

- Datos: Q2917100
- Multimedia: Stew Albert / Q2917100